# Hanoar Hatzioni
Histadrut Jalutzit Olamit Hanoar Hatzioni (Organización Pionera Mundial Juventud Sionista) coloquialmente Hanoar Hatzioni  (hebreo: הנוער הציוני "Juventud Sionista" o "Los Jóvenes del Sionismo") es un movimiento juvenil creado en 1926 y basado en el Estado de Israel. Sus cuatro dimensiones ideológicas son hombre, judío, sionista y jalutz (pionero). El movimiento ve al judaísmo como la base del Estado, social y moralmente valora la preservación la integridad y la continuidad del pueblo judío. Cree que la identidad judía está muy relacionada con la conciencia de que se tiene una historia, un lenguaje, sentimientos, territorios y tradiciones comunes. El Hanoar Hatzioni también tiene relaciones con otras tnuot o movimientos juvenil sionistas que comparten la base ideológica, las cuales se consideran "Tnuot hermanas"; las cuales comparten eventos con la organización.

## Shjavot
Subgrupos por edades.
Kfirim - Leones de Jerusalén
Bnei Midbar - Hijos del desierto
Glilim - Galileos
Hashmonaim - hasmoneos
Kanaim - Fanáticos
Magshimim - Realizados

## El Darkenu
Hebreo: "Nuestra senda" es un documento que concentra en su contenido las bases ideológicas y educativas del movimiento.

### Bases ideológicas y educativas dentro del darkenu
Educar hacia el amor al prójimo, de acuerdo a las bases de la moral judía. Amor a su pueblo y a su tierra. Hacia la realización del ideal sionista y la realización personal (“Hagshama Hatzmit”) de la vida judía plena en el Estado de Israel, y la identificación con los principios del liberalismo moderno. 
Educar en valores humanistas, promoviendo una relación de respeto por los derechos del hombre, las libertades básicas, los valores democráticos, la ley, la cultura y la postura del prójimo, la tolerancia, la honorabilidad de las relaciones entre seres humanos, la ayuda mutua, la justicia social, y el respeto y responsabilidad para con nuestro medio ambiente.
Desarrollar la personalidad del niño, su creatividad y sus habilidades, para la aplicación máxima de su capacidad como hombre que lleva una vida de calidad significativa.
Fomentar el don de crítica y juicio. Desarrollar el pensamiento personal, independiente, y despertar la conciencia y avidez por los cambios y renovaciones.

## Hagshama
Como movimiento juvenil, el Hanoar Hatzioni optó desde sus comienzos por el sendero de la "Hagshamá Atzmit" (Autorrealización). Todo joven debe sentirse con posibilidades de llevar a cabo sus ideales. 
Durante los años de lucha por la consecución de la independencia y el fortalecimiento del yishuv - la "Hagshamá" fue expresada por medio de la completa dedicación en favor de las necesidades del pueblo judío: la redención del desierto, la colonización, la defensa. El jalutz (vanguardista, pionero) siempre estuvo ubicado al frente. Fue la persona que asumió personalmente la responsabilidad por el destino del pueblo. 
Hoy - en el epílogo del Siglo XX - el concepto "Autorrealización" puede ser malinterpretado como una actitud individualista, que ve como meta la "realización" de los intereses personales. Hanoar no puede liberarse totalmente de las influencias "postmodernistas" de la era en que vivimos. Mas a pesar de ello - la intención de Hanoar es educar a sus javerim por un sendero cuya meta sea encontrar el correcto empalme entre los intereses personales y las necesidades nacionales. Conducimos por ese camino - destinado a ser una senda en la cual el bienestar individual, la calidad de vida y la búsqueda de la excelencia personal - expresen a la vez la responsabilidad y el compromiso individual para con el pueblo y las necesidades del país. Esta es para Hanoar la jalutziut del año 2000. 
A través de décadas - el modelo de sociedad en la cual vimos la cristalización de los ideales de la tnuá, fue el kibutz: Una sociedad en la cual la justicia y la igualdad se aúnan para permitir al individuo que sobre la base de su libre albedrío elige por ese camino - un amplio desarrollo individual acompañado por la mutua responsabilidad respecto de sus compañeros de empresa. 
En esta época en la que el kibutz - como comunidad y como idea - pasa revista a su camino, acompañamos su búsqueda con cariño y sentimientos de compañerismo. 
También en la actualidad la idea kibutz iana es expresión de distinguidas relaciones humanas, de judaísmo activo, de valores comunitarios, de sionismo realizador. Es nuestro deseo que después del actual proceso de retrospección, el movimiento kibutziano siga liderando en pro de un mejoramiento de la sociedad israelí. 
El proceso educativo de la tnuá lleva a nuestros janijim a ubicarse al frente, a liderar en forma natural. El concepto hebreo utilizado en la actualidad es "rosh gadol" (cabeza grande). Recientemente, fue creada por nuestros bogrim una "tnuá máxima" que viene a expresar esta concepción en forma práctica. 
Incorporarse a la sociedad israelí, y a la vez influir en ella para reforzar sus fundamentos sionistas, democráticos y liberal - sociales, es una conducta tnuat digna de valoración.

## Hanoar Hatzioni en el mundo
Hanoar Hatzioni y las Tnuot hermanas están distribuidas alrededor del mundo:

### Europa
- Bélgica

Hanoar Hatzioni B'Belgia
- Gran Bretaña

Hanoar Hatzioni B'Britania
- Hungría

Hanoar Hatzioni B'Hungaria
- España

Hanoar Hatzioni B'Sfarad
- Francia

### Asia
- Israel

Hanoar Hatzioni B Israel (oficinas de HH)

### Sudamérica
- Argentina

Hanoar Hatzioni B'Argentina
Israel Hatzeira B'Argentina 
Olam Beiajad B'Argentina 
Centro Juventud Sionista B'Argentina 
- Uruguay

Hanoar Hatzioni B'Uruguay
Ofakim be cipemu B'Uruguay
- Paraguay

Hanoar Hatzioni B'Paraguay
- Chile

Tzeirei Ami B'Chile
- Brasil

Netzah Israel B'Brasil
- Perú

Hanoar Hatzioni B'Perú
- Colombia

Kineret Tnuat Noar (Bogotá)
Yajad Tnuat Noar (Barranquilla)
- Ecuador

Hanoar Hatzioni B'Ecuador

### Norteamérica
- Canadá

Canadian Young Judea B'Canada
- México

Hanoar Hatzioni B'México

### América Central
- Costa Rica

Hanoar Hatzioni B'Costa Rica

## Kenim

### ¿Qué son kenim?
El plural en hebreo es kenim, el singular es ken. Su significado en hebreo es "nido". Es la casa donde funciona el movimiento y se hacen las actividades semanales. Aquí se reúne toda la gente de la Tnuá para llevar a cabo los asuntos que implican estar en Hanoar Hatzioni. Se dictan las peulot (actividades que dan los coordinadores (madrijim) a los chicos) los viernes y los sábados, se las prepara durante la semana, se preparan los grandes encuentros de invierno y verano, etc. Cada ken es un representante de Hanoar Hatzioni tanto en un país entero como en una ciudad.Cada uno de estos kenim está liderado por un Rosh Ken, el cual cumple la función de coordinar las actividades en cada lugar, y está acompañado por diferentes departamentos (que cambian de país en país) con una función específica cada uno, en Argentina son: Mazquirut (secretaría), Jinuj (departamento educativo), Jutz, Guisbarut (tesorería), Tarbut, Pirsumim (publicaciones) y Meshek (mantenimiento). A menudo se crean o anulan cargos de acuerdo con las necesidades del momento.

### Kenim del Mundo
Ciudad | Nombre del ken
- Argentina

Concordia | Lehavot 
Rosario | Ha Solelim 
Concepción del Uruguay| Gad Manela 
Moisesville | Kadima
Villaguay | Ein Hashloshá
Ilan Ramón Jai
- Chile

Santiago | Tzeirei Ami - Instituto Hebreo
- Uruguay

Montevideo | Abraham Geller
- Paraguay

Asunción | Nitzanim
- México

CDMXl | Hagshamá
- Costa Rica

San José
- Perú

Lima
- Ecuador

Quito

## Tnuot
Hanoar Hatzioni es una Tnuat Noar por sí sola, sin embargo, existen ciertos movimientos juveniles sionistas con los que concuerda en diversos aspectos, llamados "Tnuot Hermanas"; para estar afiliadas deben tener una ideología similar y participar en ciertos eventos de HH (Majonim y Majanot).

### Tzeirei-Ami
Tnuá chilena, cuenta con 550 javerim,155 madrijim y el resto janijim funciona en el Instituto Hebreo. Nace en 1979.Es una tnuá con una ideología abierta, es una tnuá apartidaria, acepta a todo tipo de corrientes religiosas.

### Olam Beiajad
Tnuá argentina fundada en 2008, cuenta con aproximadamente 80 janijim y 30 bogrim, funciona en Buenos Aires, en el barrio de Palermo, más exactamente, en el templo Acilba, de la calle Jorge Luis Borges 1932.

### Israel Hatzeirá
Tnuá argentina fundada en 1953, actualmente funciona en la Ciudad Autónoma de Buenos Aires y cuenta con 1 ken en dicha ciudad.

### Canadian Young Judaea
Tnuá canadiense, también conocida como Iehuda Hatzair

## Kibutz
Del hebreo: kibutz (singular) = grupo. 

### Kibutz de H.H. en Israel
Los kibutz que actualmente funcionan en Israel y pertenecen al movimiento son:

Nitzanim 

Ein Hashloshá (en hebreo "La fuente de los tres")

Tel Yitzhak (su nombre se debe a Yitzhak Steiger) 

Kfar Glikson (su nombre se debe a Moshe Glikson)

Usha

Hasolelim
(En hebreo "los que construyen caminos", es una referencia a los que marcan el camino)

## Majanot
En hebreo, campamentos (singular: majané), en Hanoar como muchos movimientos juveniles sionistas, son muy comunes diferentes campamentos, ya sea en carpa (para estimular el scoutismo) o bajo techo (generalmente se hacen bajo techo los campamentos más importantes y en los que van chicos de mayor edad, a estos se los diferencia llamándolos majón).

## Majanot de H.H.
Majané Kaitz: Majané de verano en enero, usualmente se hace en un espacio abierto en carpas y dura de 4 a 6 días.
Majanito: Majané pequeño, usualmente dura de 2 a 3 días y se puede dar en cualquier momento del año.
Majón Joref: Majón sudamericano, asiste gente de Argentina, Chile, Paraguay y Uruguay
Majón Continental: Majané internacional, dura de 8 a 10 días aproximadamente donde se dan actividades educativas intensivas con un tema específico.
- Majón Continental Tzfoní: Majón continental de "países del norte" (Tzafon) de Latinoamérica: México, Costa Rica, Perú, Ecuador, Colombia, Panamá y España. Recientemente se han añadido otros países que no son parte del norte de Latinoamérica.
- Majón Continental Dromí: Majón continental de "países del sur" (Darom) de Latinoamérica: Argentina, Uruguay, Chile, Costa Rica, Perú, Paraguay y Brasil. Recientemente se han añadido otros países que no son parte del sur de Latinoamérica.